# Баранець чатемський
Баранець чатемський (Coenocorypha pusilla) — вид сивкоподібних птахів родини баранцевих (Scolopacidae).

## Поширення
Ендемік островів Чатем, що розташовані приблизно за 800 км на схід від Нової Зеландії. Історично був поширеним на всьому архіпелагу, але зник з основних островів через вплив інтродукованих хижаків. Зараз гніздиться на чотирьох невеликих островах, що вільні від хижаків. Більша частина популяції, 700—800 пар, знаходиться на острові Рангатіра. Популяція на острові Мангере (куди вид був реінтродукований з острова Рангатіра) нараховує від 200 до 250 пар. Птахи нещодавно заселили острів Малий Мангере, і нещодавно була виявлена популяція на Стар-Кейс (загалом менше 50 пар). Бродячі птахи були помічені на острові Пітт і неподалік від Кролячого острова.

## Спосіб життя
Його природними середовищами існування є ліси помірного поясу, луки та чагарники. Харчується хробаками, бокоплавами, комахами та їхніми личинками.